# 圖麗琛
圖麗琛（一作圖理琛，大词典轉寫：Tulishen，1667年—1740年），字瑤圃，號睡心主人，葉合（一作葉赫，转写：Yehe）人，阿颜觉罗氏，滿洲正黃旗人。清朝康熙至雍正年间的政治人物。

## 生平
康熙五十一年至五十三年（1712年至1714年）出使土爾扈特，著有《異域錄》。
雍正年間任廣東布政使（雍正元年至三年，1723年至1725年）、陝西巡撫（雍正三年至四年）、兵部侍郎、吏部侍郎（雍正四年至五年）等職。雍正六年（1728年）根據中俄《布連斯奇界約》勘定國界時獲罪，擬斬，後宥免。

## 相关影视
- 《雍正王朝》胡荣华 饰 图理琛

## 延伸阅读
[在维基数据编辑]
 《清史稿/卷283》，出自趙爾巽《清史稿》
 《清史稿/卷283》